# Steven Hoogendijk

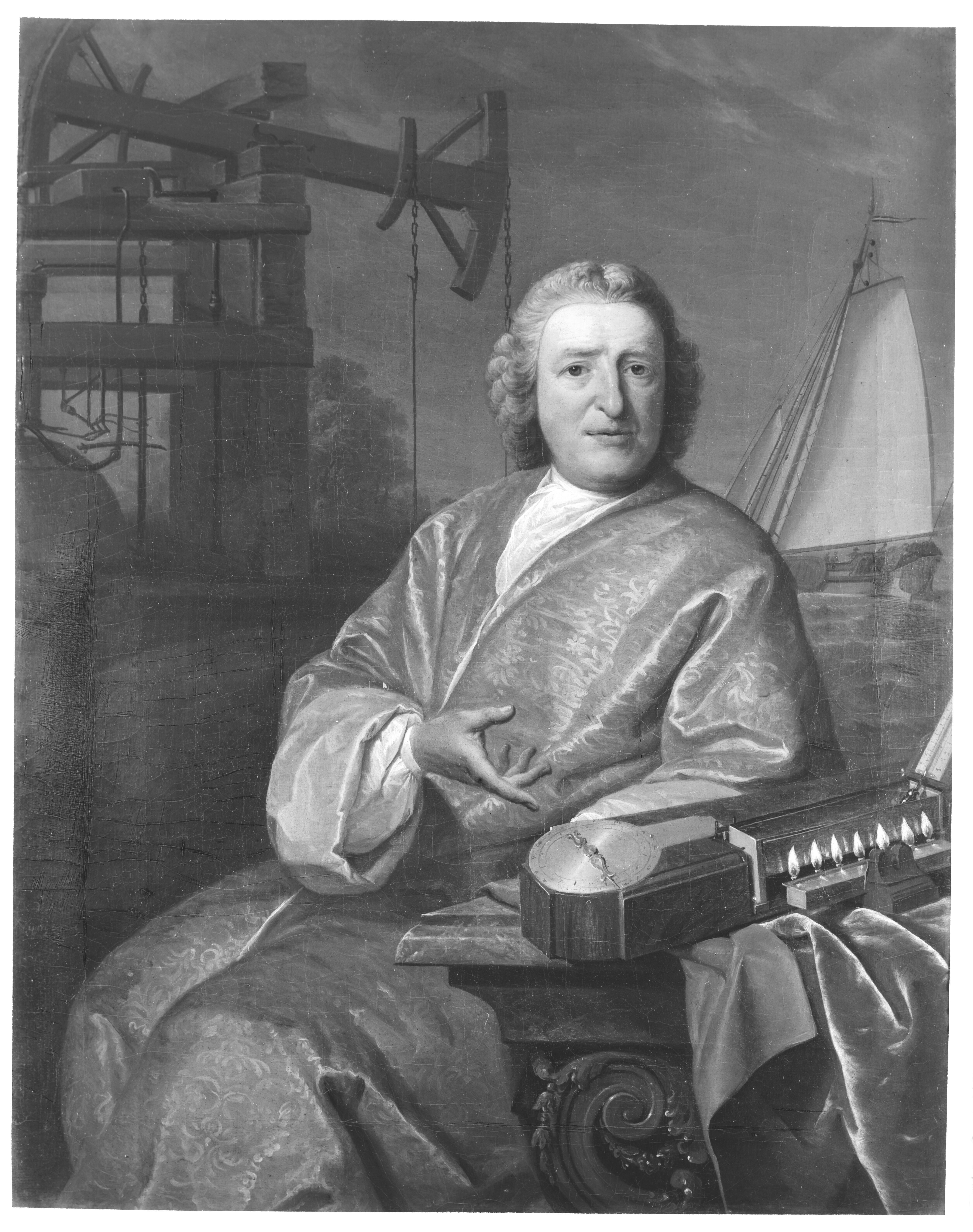
Steven Hoogendijk

Steven Hoogendijk (Rotterdam, 1 april 1698 – aldaar, 3 juli 1788) was een Rotterdamse horloge- en instrumentmaker en natuurkundige.
In 1769 richtte Steven Hoogendijk tezamen met enkele anderen het Bataafs Genootschap voor Proefondervindelijke wijsbegeerte op, waarvan het voornaamste doel de introductie van de stoommachine in Nederland was.
Met steun van dit Genootschap en op eigen kosten werd in Engeland een Newcomenmachine gekocht en in een oude kruittoren aan de rand van Rotterdam opgesteld. Op 9 maart 1776 werd de machine voor het eerst in werking gesteld. De machine zelf bleek uitstekend te voldoen, maar de door Hoogendijk zelf ontworpen houten pompen bleken niet tegen de druk bestand en begaven het al snel. Sindsdien draaide de machine alleen maar af en toe voor belangstellenden.
Dit maakte toch zo'n indruk dat in 1787 een nieuwe stoommachine in de polder Blijdorp (300 ha) werd gebouwd.
Deze voldeed wel aan de verwachtingen met de theoretische capaciteit van 1750 kubieke voet waterverplaatsing per minuut. De effectieve capaciteit bleek slechts 5% lager te liggen.
Toch zou het nog lange tijd duren eer de stoommachine algemeen ingang vond in Nederland, omdat men in het behoudende Nederland liever de molen trouw bleef.
Naar Steven Hoogendijk is een straat genoemd in de Rotterdamse wijk Feijenoord.